# Kanadai daru

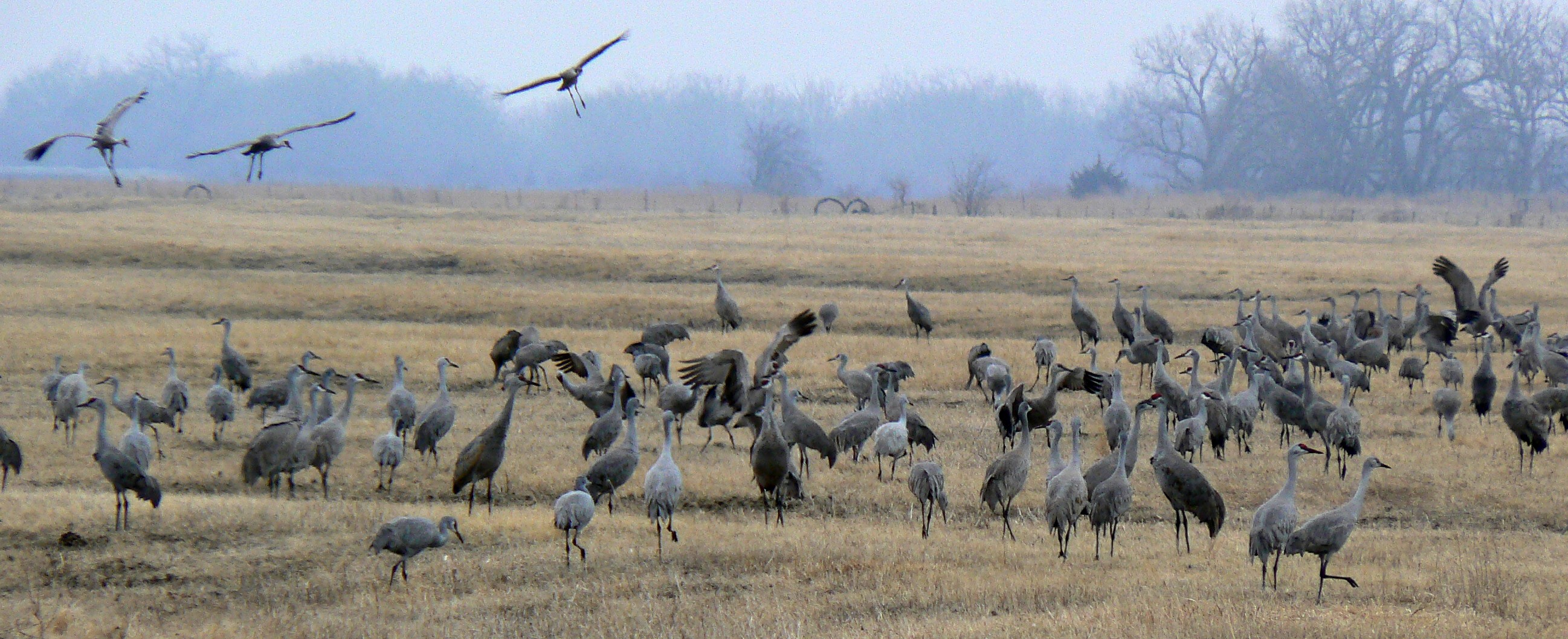
Vonulásra készen

A kanadai daru (Grus canadensis, illetve Antigone canadensis) a madarak (Aves) osztályának darualakúak (Gruiformes) rendjébe, ezen belül a darufélék (Gruidae) családjába tartozó faj.

## Előfordulása
Szibéria északkeleti részén és Észak-Amerika északi részén költ, telelni levonul egészen Mexikóig. Mocsarak és nedves rétek lakója. A kanadai darut a törvényes védelem ellenére még mindig üldözik a farmerek. A déli populációkat a kihalás veszélye fenyegeti.

## Alfajai
- kis kanadai daru (Grus canadensis canadensis)
- nagy kanadai daru (Grus canadensis tabida)
- kanadai daru (Grus canadensis rowani)
- floridai daru (Grus canadensis pratensis) – Florida és Georgia
- mississippi daru (Grus canadensis pulla) –  veszélyeztetett
- kubai daru (Grus canadensis nesiotes) – Kuba

## Megjelenése
Testhossza 105 centiméter; a tojó valamivel kisebb, mint a hím. Szárnyfesztávolsága 175–195 centiméter, testtömege 3–5 kilogramm. A kifejlett madaraknak, a vörös homlokukat és fehér arcukat kivéve a tollazatuk szürke. A fiatal madár fejének és nyakának színezete a világosbarnától a szürkéig változhat, hiányzik a piros homlokpajzs. A kifejlett madárra jellemző tollazat két és fél év alatt alakul ki. Erős szárnya hosszú, könnyed csapásaival a kanadai daru impozáns látványt nyújt. Hosszú nyakát a gémektől eltérően egyenesen előrenyújtja.

## Életmódja
A kanadai daru társas költöző madár (kivéve a déli populációkat). Magvakkal, rügyekkel, levelekkel, gyümölcsökkel és kisebb állatokkal táplálkozik.

## Szaporodása
Az ivarérettséget 3 éves korban éri el. A költési időszak április–május között van. Évente egyszer költ. A hím lelógó dísztollait kiterjesztve udvarol a tojónak. A tojó a földre, növényi anyagokból rakott kisebb halomra rakja tojásait. A fészekalj többnyire 2 ovális, fehér, világosbarna foltos tojásból áll. A tojásokon 30 napig mindkét szülő kotlik. A fiókák néhány nap múlva elhagyják a fészket, és mindkét szülő gondoskodik róluk. A fiatal madarak körülbelül 70 nap múlva válnak röpképessé.
|  |  |